# Pływaczewo
Pływaczewo – wieś w Polsce położona w województwie kujawsko-pomorskim, w powiecie wąbrzeskim, w gminie Ryńsk.

## Historia
Pływaczewo, niem. Pliwaczewo, około 1400 r. Plobitzau. Wieś w powiecie toruńskim, stacja pocztowa, kolonia, parafia katolicka i ewangelicka. Ma 4004,81 ha roli ornej i ogrodów. Kowalewo w odległości ¾ mili. W 1864 roku 125 budynki, 70 dymów, 596 mieszkańców, w tym: 370 katolików i 221 ewangelików. Miejscowa szkoła katolicka. W starych niemieckich dokumentach zowie się ta wieś Plobitzau, Plobetzau, Pebisthau, Pebissau. Za czasów krzyżackich należała do komturstwa kowalskiego. Po bitwie pod Grunwaldem została spalona, szkodę oszacowano na 2000 grzywien (ob. Gesch. der Stadt Kulm von Schultz, II, 153 i 162 i Kętrz., O ludn. pol., str.78).
Po roku 1415 wykazują tu księgi krzyżackie 54 włók, od których miano płacić po 20 skojców, osadzonych było tylko 52 włók. Karczmarz dawał 3 wiardunki. W wizytacyi Potockiego z roku 1706 czytamy, że tu dawniej było około 16 włościan meszne płacących, wówczas tylko 3, którzy jednak wszystkie pola uprawiali i proboszczowi w Kowalewie dawali, co byli winni.
Wieś królewska położona była w 1662 roku w starostwie kowalewskim.

## Współczesność
W latach 1975–1998 miejscowość administracyjnie należała do województwa toruńskiego. Według Narodowego Spisu Powszechnego (III 2011 r.) liczyła 460 mieszkańców. Jest siódmą co do wielkości miejscowością gminy Ryńsk.

## Osoby związane z Pływaczewem
- Władysław Klimek (1899–1939), polski ziemianin, samorządowiec oraz poseł do Sejmu Rzeczypospolitej Polskiej V kadencji
- Henryk Klimek (1933–2017), polski prawnik i  pisarz[5]
- Bolesław Kossobudzki (1899–1940), kapitan artylerii Wojska Polskiego, kawaler Orderu Virtuti Militari